# Margarita Aliguer
Margarita Yosifovna Aliguer (ruso:  Маргари́та Ио́сифовна Алиге́р; Odesa, 11 de juliojul./ 24 de julio de 1915greg.-Moscú, 1 de agosto de 1992) fue una poeta, bibliotecaria, periodista y traductora soviética. Su verdadero apellido era Zeliger (Зейлигер)

## Biografía
Nacida en el seno de una familia de pequeños empresarios judíos, trabajó de adolescente en una fábrica química mientras estudiaba en el Instituto de Literatura Maksim Gorki donde fue admitida en 1934.
En 1938, se unió a la Unión de Escritores Soviéticos, y al Partido Comunista en 1942. Durante el frente oriental, fue corresponsal de guerra en el Sitio de Leningrado. Obtuvo el Premio Stalin en 1943. 
Nicanor Parra la dio a conocer en el mundo hispanohablante traduciendo algunos de sus poemas con su ayuda, en una antología poesía soviética rusa, publicada en 1965.

## Vida privada
Su primer amor de juventud fue el poeta Iaroslav Smeliakov. Además, sus biógrafos la relacionan también con Alekséi Ivánovich Fatiánov, Nikolái Semiónovich Tíjonov y Arseni Tarkovski.
Se casó en 1937 por primera vez con el compositor Konstantín Makarov-Rakitin (1912-1941), con el que antes de morir en el frente tuvo un hijo, Dmitri (fallecido de muy pequeño) y una hija, Tatiana (1940-1974), que murió de leucemia.
Su hija más pequeña,  María Aliguer-Enzensberger nació el 28 de junio de 1943 de su relación con el escritor Aleksandr Fadéyev, quien estaba casado con la actriz Anguelina Stepanova. María se casó luego con el poeta alemán Hans Magnus Enzensberger, y vivió un tiempo en Londres (donde trabajó como traductora).
Su último marido fue el literato y miembro del Partido, Igor Tchernooutsan (1918—1990) Sobrevivió a todos sus hijos y maridos y falleció de una caída en una zanja profunda no lejos de su dacha.

## Obra
- Год рождения, 1938
- Зоя, 1942
- Сказки о правде, 1945
- Ленинские горы, 1953
- Из записной книжки, 1957
- Несколько шагов, 1962
- Стихотворения и поэмы. В 2-х тт., 1970
- Зоя. Поэмы и стихи, 1971
- Стихи и проза. В 2-х тт., 1975
- Тропинки во ржи. Статьи, 1980
- Четверть века, 1981
- Собр. соч. В 3-х тт., 1984